# ئی.ال. دکتروف
ادگار لورنس دکتروف (به انگلیسی: Edgar Lawrence "E. L." Doctorow) (زاده ۶ ژانویه ۱۹۳۱ - درگذشته ۲۱ ژوئیه ۲۰۱۵) که بیشتر با نام ئی. ال. دکتروف شناخته می‌شد، نویسنده آمریکایی بود. آثار او به‌ویژه روایت زندگی طبقه کارگر آمریکا و محرومان جامعه را در بستر حوادث تاریخی بازگو می‌کند.

مشهورترین رمان دکتروف، رگتایم نام دارد که توسط نجف دریابندری به فارسی ترجمه شده‌است. در ایران دکتروف را با این رمان و نیز با مقدمه‌ای که بر یکی از آثار رضا براهنی نوشت می‌شناسند.

## زندگی‌نامه
ئی.ال. دکتروف در ۶ ژانویه ۱۹۳۱ در برانکس نیویورک به دنیا آمد. مادرش «رز» و پدرش «دیوید ریچارد» نسل دوم مهاجران یهودی روس بودند. آن‌ها بر اساس نام ادگار آلن پو نام پسرشان را ادگار گذاشتند. ادگار در مدرسه عمومی و دبیرستان علوم برانکس درس خواند. او که چندان علاقه‌ای به ریاضی نداشت بیشتر اوقاتش را در دفتر مجله ادبی مدرسه سپری می‌کرد. اولین آثار ادبی وی در همین نشریه منتشر شد.
دکتروف به کالج کنیون در اوهایو رفت و فلسفه خواند. پس از فارغ‌التحصیلی در سال ۱۹۵۲، به مدت ۱ سال در دانشگاه کلمبیا در رشته نمایش انگلیسی تحصیل کرد. پس از آن به نیروی زمینی ایالات متحده آمریکا پیوست و به عنوان سرجوخه در سال‌های ۱۹۴۴–۱۹۴۵ در آلمان تحت اشغال متفقین خدمت کرد.

پس از بازگشت از جنگ به نیویورک در یک شرکت فیلم‌سازی به‌عنوان خواننده و ارزیاب فیلم‌نامه مشغول به کار شد و به علت این که بیشتر فیلم‌نامه‌های وسترن می‌خواند، تحت تأثیر فضا و شخصیت‌های وسترن، اولین رمان خود را با عنوان به عصر سختی‌ها خوش آمدید در سال ۱۹۶۰ منتشر کرد. پس از کارهای ویراستاری و انتشاراتی دکتروف در سال ۱۹۶۹ ترجیح داد که نویسنده تمام‌وقت باشد و بنابراین تمام توجه خود را به نوشتن معطوف کرد و به‌عنوان نویسنده مقیم به دانشگاه کالیفرنیا، ارواین رفت و در سال ۱۹۷۱ رمان کتاب دانیل را تکمیل کرد. او در این رمان به ماجراجویی‌های هسته‌ای آمریکا و پیامدهای آزمایش انفجار هسته‌ای می‌پردازد.
دکتروف رمان بعدی‌اش را که اکنون مشهورترین اثر اوست در سال ۱۹۷۵ با عنوان رگتایم روانه بازار کرد. این رمان بعدتر در فهرست صد رمان برتر به انتخاب کتابخانه مدرن به عنوان یکی از ۱۰۰ رمان برتر قرن بیستم قرار گرفت.

دکتروف در ۲۱ ژوئیه ۲۰۱۵ بر اثر عوارض ناشی از سرطان ریه در منهتن نیویورک درگذشت. وی سیگاری قهاری بود.

## زندگی شخصی
ای.ال. دکتروف در سال ۱۹۵۳ با «هلن اشتر ستزر» (Helen Esther Setzer) دانشجوی نمایش دانشگاه کلمبیا ازدواج کرد. آن‌ها از این ازدواج دارای ۳ فرزند بودند.

## جوایز و افتخارات
- جایزه پن/فاکنر (۱۹۹۰)
- جایزه منتقدان کتاب
- نامزد جایزه پولیتزر

## گزیده کتاب‌شناسی

### رمان‌ها
- به هاردتایمز خوش آمدید (۱۹۶۷)
- کتاب دانیل (۱۹۷۱)
- رگتایم (۱۹۷۵)، برنده جایزه منتقدان کتاب
- دریاچه لون (۱۹۸۰)
- نمایشگاه جهانی (۱۹۸۵)
- بیلی باتگیت (۱۹۸۹)، نامزد جایزه پولیتزر و برنده جایزه پن فالکنر
- آب کردن (۱۹۹۴)
- شهر خدا (۲۰۰۰)
- پیش‌روی[۵] (۲۰۰۵)
- هومر و لنگلی (۲۰۰۹)
- مغز اندرو (۲۰۱۴)

### مجموعه داستان کوتاه
- زندگی شاعران: شش داستان و یک رمان کوتاه (۱۹۸۴)
- قصه‌های سرزمین دوست‌داشتنی (۲۰۰۴)

### نمایشنامه
- نوشیدن پیش از شام (۱۹۷۹)